# Ivan Ținik
Ivan Ținik (în rusă Иван Иванович Цынник) (n. 1 ianuarie 1957, satul Novo-Alexandrovka, raionul Mihailovsk, regiunea Odesa, RSS Ucraineană) este un om politic al auto-proclamatei Republici Moldovenești Nistrene, care îndeplinește în prezent funcția de șef al Administrației de Stat a raionului Grigoriopol.

## Biografie
Ivan Ținik s-a născut la data de 1 ianuarie 1957, în satul Novo-Alexandrovka din raionul Mihailovsk, regiunea Odesa (RSS Ucraineană), într-o familie de etnie ucraineană. A absolvit Institutul Agronomic din Odesa în anul 1979, obținând diploma de inginer agronom.
După absolvirea facultății, a lucrat ca inginer agronom la Colhozul "Rassvet" din satul Novo-Alexandrovka. În același an, este încorporat în Armata Sovietică pentru efectuarea stagiului militar obligatoriu, fiind trimis să lupte în orașul Kabul din Afganistan. Din anul 1980 este șef de brigadă și agronom șef al Fermei de Stat din satul Vinogradnoe.
În anul 1985 este trecut ca instructor al Comitetului Raional de Partid Grigoriopol. După un an, este numit ca director al Fermei de Stat din satul Glinoe (raionul Grigoriopol). În 1990, Ivan Ținik este ales ca deputat în Sovietul Suprem al RSS Moldovenești, apoi deputat în Sovietul Suprem provizoriu al auto-proclamatei Republici Moldovenești Nistrene.
Îndeplinește pe rând funcții de conducere în domeniul agriculturii din cadrul RMN: prim-viceministru al agriculturii (1993-1995), vicepreședinte al Guvernului RMN, ministru al agriculturii și apelor (1995-1997), șef al administrației de stat pentru relații economice externe, comerț și reconstrucție, șef al Direcției administrative de producție din cadrul Ministerului Agriculturii al RMN (1997-2002).
În ianuarie 2002, Ivan Ținik este numit șef al Administrației de Stat al raionului Grigoriopol. Este reconfirmat în această funcție în ianuarie 2007.
Ivan Ținik a fost decorat cu următoarele distincții: Ordinul "Gloria muncii", Medalia "Apărător al Transnistriei", medalii aniversare etc. A primit titlul onorific de “Muncitor fruntaș al RMN”.
Ivan Ținik este căsătorit și are doi fii.